# Терновка (Донецкая область)
Терновка (укр. Тернівка) — село на Украине, находится в Тельмановском районе Донецкой области. Под контролем самопровозглашённой Донецкой Народной Республики.

## География

#### Соседние населённые пункты по странам света
С: Первомайское
СЗ: Зерновое
СВ: Греково-Александровка, Михайловка
З: Свободное
В: Садки, Радянское, Зори
ЮЗ: —
ЮВ: Коньково, Ивановка
ЮЮЗ: Калинино 

## Население
Население по переписи 2001 года составляло 65 человек.

## Общие сведения
Код КОАТУУ — 1424883208. Почтовый индекс — 87171. Телефонный код — 6279.

## Адрес местного совета
87170, Донецкая область, Тельмановский р-н, с.Михайловка, ул.Центральная, 13а